# Moses Malone
Moses Eugene Malone (Petersburg, Virginia, 23 de marzo de 1955 - Norfolk, Virginia, 13 de septiembre de 2015) fue un baloncestista estadounidense que disputó 21 temporadas tanto en la NBA como en la ABA. Antes de retirarse del baloncesto, fue el último participante de la ABA en jugar en la NBA. Con 2,08 metros de altura, jugaba en la posición de pívot.
Falleció el 13 de septiembre de 2015 a los 60 años a causa de un ataque al corazón mientras dormía.

## Carrera deportiva

### Instituto
Malone se graduó en el instituto de Petersburg, y de allí dio directamente el salto a la ABA, siendo elegido por Utah Stars en 1974, tras firmar una carta de intención para jugar en la Universidad de Maryland. Hizo historia al convertirse en el primer jugador de baloncesto en saltar del instituto a una liga profesional.

### ABA
Fue elegido en la tercera ronda del Draft de la ABA de 1974 por los Utah Stars y al año siguiente jugó para los Spirits of St. Louis.
En dos temporadas en la ABA, Malone promedió 17,2 puntos y 13,9 rebotes por partido.

### NBA
Tras la fusión de la ABA con la NBA, Malone se  convirtió en jugador de Buffalo Braves, tras ser seleccionado por Portland Trail Blazers en el draft de dispersión de la ABA pero traspasado a los Braves tras ello. Después de un corto período allí, fue enviado a Houston Rockets. En esta franquicia causó un impacto inmediato, ayudándola a convertirse en una de las más respetadas de la liga tras disputar las finales de la NBA en 1981, donde perdieron en seis partidos contra los Celtics de Larry Bird. Malone había sido nombrado MVP de la temporada en la 1979.

#### Salvador de los 76ers

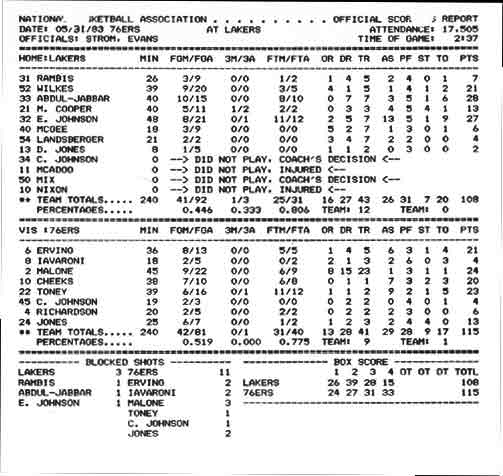
Desde un punto de vista personal, uno de los mejores y más importantes partidos de la carrera de Malone fue el Partido 4 de las Finales de la NBA de 1983.

Tras promediar 31 puntos por partido en la temporada 1981-82, fue nombrado de nuevo MVP. Sin embargo, en verano fue traspasado a Philadelphia 76ers. Allí compartió vestuario con Julius Erving, Maurice Cheeks y Bobby Jones, entre otros, y participó en el tercer anillo ganado por la franquicia, en 1983, ante los Lakers de Magic Johnson. La temporada anterior los 76ers perdieron ante los Lakers en las finales, y como el entrenador Billy Cunningham dijo: "La diferencia en comparación a la temporada pasada ha sido Moses". Malone fue también nombrado MVP de las Finales. Antes de que los playoffs de 1983 dieran comienzo, Malone hizo la famosa predicción caracterizada por la frase "fo 'fo' fo '" ("four, four, four"), aventurando que los Sixers barrerían en todas las eliminatorias. Sin embargo no se pudo cumplir al 100%, ya que los Milwaukee Bucks consiguieron ganarles un partido en las finales de conferencia.

#### Años post-campeón
Antes de comenzar la temporada 1986-87, Malone fue traspasado a Washington Bullets, no sin antes formar una pareja interior demoledora junto al también legendario Charles Barkley. Durante las dos temporadas que Malone estuvo jugando con el equipo capitalino, éstos llegaron a los playoffs. Las tres temporadas siguientes las jugaría en Atlanta junto con la estrella Dominique Wilkins y el carismático Spud Webb, en un equipo entrenado por Mike Fratello. A partir de la temporada 1990-91 hasta el verano de 1993, Milwaukee Bucks fue el equipo de Moses Malone. Durante un corto período, volvió a vestir la camiseta de los 76ers, ejerciendo de mentor del pívot rookie Shawn Bradley, en la que sería una temporada plagada de lesiones, la 1993-94. En 1994 fichó por los Spurs de David Robinson. La 1994-95 fue su última temporada en la NBA. Durante el último partido de su carrera, que le enfrentó con Charlotte Hornets, anotó un triple en la bocina desde la línea de tiros libres del campo contrario, siendo este su octavo tiro de tres anotado en su extensa carrera. Tan solo jugó 17 partidos con San Antonio, todos ellos en noviembre y diciembre de 1994.
Malone llevó varios dorsales distintos a lo largo su carrera, el #2 con los Sixers, Hawks y Spurs, #4 con los Bullets, #8 con los Bucks, #13 con los Spirits, #20 con los Braves, #22 con los Stars y #24 con los Rockets (con los Rockets también llegó a usar durante una breve temporada el #21).

## Actuaciones históricas
- El 9 de febrero de 1979, jugando con los Rockets, Malone anotó 33 puntos y capturó 37 rebotes frente a los New Orleans Jazz. Esos 37 rebotes son su récord personal y la cifra más alta capturada por cualquier jugador en la era moderna, desde que en 1973 comenzaron a contabilizarse estadísticas de rebotes defensivos y ofensivos, tapones y robos de balón.
- El 2 de febrero de 1982, jugando con los Rockets, anotó 53 puntos y capturó 22 rebotes frente a los San Diego Clippers, estableciendo su récord personal de anotación en un partido.
- El 11 de febrero de 1982, jugando con los Rockets, anotó 38 puntos y capturó 32 rebotes, 21 de ellos ofensivos, frente a los Seattle Supersonics, estableciendo el récord histórico de rebotes capturados en el tablero rival.
- El 31 de mayo de 1983, jugando con los 76ers, anotó 24 puntos y capturó 23 rebotes en el último partido de la final de la NBA frente a los Lakers. Enfrente tenía a una leyenda como Kareem Abdul-Jabbar, a quién arrolló en la faceta reboteadora, promediando 18,0 rebotes por partido en los cuatro encuentros de las finales frente a los 7,5 de Jabbar.
- El 8 de febrero de 1987, cuando ya defendía la camiseta de los Bullets, cuajó su mejor actuación en un partido de las estrellas de la NBA, anotando 27 puntos y capturando 18 rebotes en Seattle. No fue elegido MVP del partido porque finalmente ganó la selección del Oeste y el trofeo fue a parar al mejor jugador de los vencedores, Tom Chambers.

## Legado
Moses Malone se retiró como el líder en rebotes ofensivos de la historia de la NBA (6.731). También posee prácticamente todos los récords relacionados con los rebotes ofensivos: mayor promedio de rebotes ofensivos de siempre (5,1), más rebotes ofensivos en una temporada (587 en la 1978-79), mayor promedio de rebotes ofensivos en una temporada (7,2 en la 1978-79), más temporadas liderando la liga en rebotes ofensivos (8), más temporadas consecutivas liderando la liga en rebotes ofensivos (7), más rebotes ofensivos en un solo partido (21 el 11 de febrero de 1982) y más rebotes ofensivos en un partido de playoffs (15 el 21 de abril de 1977).
También posee el récord de más partidos consecutivos sin ser eliminado por faltas personales (1212) y durante varios años fue el jugador con más tiros libres anotados de la historia de la liga, hasta que fue superado por Karl Malone y pasó a ocupar la segunda posición. Malone ocupa el 9.º puesto entre los máximos anotadores de todos los tiempos y es el 5.º máximo reboteador de la historia de la NBA, aunque si sumamos las estadísticas de sus dos temporadas profesionales en la ABA sería el 3.º de siempre, únicamente superado por Wilt Chamberlain y Bill Russell, cuyas estadísticas de alrededor de 25 rebotes de media en los años 60 los hacen virtualmente insuperables por los jugadores más contemporáneos.
Moses Malone ejerció como mentor de varias estrellas jóvenes que a la postre también terminarían convirtiéndose en leyendas de la NBA, siendo Charles Barkley y Hakeem Olajuwon los dos casos más ilustres. Barkley, entre lágrimas, llegó a decir en el funeral de Malone que se lo debía todo y que siempre le llamaba "papá".
Su camiseta con el número 2 de los Sixers fue retirada el 8 de febrero de 2019, en el descanso de un partido ante Denver Nuggets, contando con la presencia de Julius Erving entre otros.

## Estadísticas de su carrera deportiva
|  | Líder de la liga                                 |
|  | Denota temporada en la que fue Campeón de la NBA |

### Temporada regular
| Año      | Equipo          | PJ    | PT  | MPP  | %TC  | %3P  | %TL  | RPP  | APP | ROB | TPP | PPP  |
| -------- | --------------- | ----- | --- | ---- | ---- | ---- | ---- | ---- | --- | --- | --- | ---- |
| 1974-75  | Utah (ABA)      | 83    | —   | 38.6 | .571 | .000 | .635 | 14.6 | 1.0 | 1.0 | 1.5 | 18.8 |
| 1975-76  | St. Louis (ABA) | 43    | —   | 27.2 | .512 | .000 | .612 | 9.6  | 1.3 | .6  | .7  | 14.3 |
| 1976-77  | Buffalo         | 2     | —   | 3.0  | —    | —    | —    | .5   | .0  | .0  | .0  | .0   |
| 1976-77  | Houston         | 80    | —   | 31.3 | .480 | —    | .693 | 13.4 | 1.1 | .8  | 2.3 | 13.5 |
| 1977-78  | Houston         | 59    | —   | 35.7 | .499 | —    | .718 | 15.0 | .5  | .8  | 1.3 | 19.4 |
| 1978-79  | Houston         | 82    | —   | 41.3 | .540 | —    | .739 | 17.6 | 1.8 | 1.0 | 1.5 | 24.8 |
| 1979-80  | Houston         | 82    | —   | 38.3 | .502 | .000 | .719 | 14.5 | 1.8 | 1.0 | 1.3 | 25.8 |
| 1980-81  | Houston         | 80    | —   | 40.6 | .522 | .333 | .757 | 14.8 | 1.8 | 1.0 | 1.9 | 27.8 |
| 1981-82  | Houston         | 81    | 81  | 42.0 | .519 | .000 | .762 | 14.7 | 1.8 | .9  | 1.5 | 31.1 |
| 1982-83  | Philadelphia    | 78    | 78  | 37.5 | .501 | .000 | .761 | 15.3 | 1.3 | 1.1 | 2.0 | 24.5 |
| 1983-84  | Philadelphia    | 71    | 71  | 36.8 | .483 | .000 | .750 | 13.4 | 1.4 | 1.0 | 1.5 | 22.7 |
| 1984-85  | Philadelphia    | 79    | 79  | 37.4 | .469 | .000 | .815 | 13.1 | 1.6 | .8  | 1.6 | 24.6 |
| 1985-86  | Philadelphia    | 74    | 74  | 36.6 | .458 | .000 | .787 | 11.8 | 1.2 | .9  | 1.0 | 23.8 |
| 1986-87  | Washington      | 73    | 70  | 34.1 | .454 | .000 | .824 | 11.3 | 1.6 | .8  | 1.3 | 24.1 |
| 1987-88  | Washington      | 79    | 78  | 34.1 | .487 | .286 | .788 | 11.2 | 1.4 | .7  | .9  | 20.3 |
| 1988-89  | Atlanta         | 81    | 80  | 35.5 | .491 | .000 | .789 | 11.8 | 1.4 | 1.0 | 1.2 | 20.2 |
| 1989-90  | Atlanta         | 81    | 81  | 33.8 | .480 | .111 | .781 | 10.0 | 1.6 | .6  | 1.0 | 18.9 |
| 1990-91  | Atlanta         | 82    | 15  | 23.3 | .468 | .000 | .831 | 8.1  | .8  | .4  | .9  | 10.6 |
| 1991-92  | Milwaukee       | 82    | 77  | 30.6 | .474 | .375 | .786 | 9.1  | 1.1 | .9  | .8  | 15.6 |
| 1992-93  | Milwaukee       | 11    | 0   | 9.5  | .310 | —    | .774 | 4.2  | .6  | .1  | .7  | 4.5  |
| 1993-94  | Philadelphia    | 55    | 0   | 11.2 | .440 | .000 | .769 | 4.1  | .6  | .2  | .3  | 5.3  |
| 1994-95  | San Antonio     | 17    | 0   | 8.8  | .371 | .500 | .688 | 2.7  | .4  | .1  | .2  | 2.9  |
| Total    | Total           | 1,455 | 784 | 34.0 | .495 | .096 | .760 | 12.3 | 1.3 | .8  | 1.3 | 20.3 |
| All-Star | All-Star        | 12    | 8   | 24.3 | .455 | —    | .583 | 9.8  | 1.3 | .8  | .6  | 11.2 |

#### Playoffs
| Año   | Equipo       | PJ  | PT | MPP  | %TC  | %3P   | %TL  | RPP  | APP | ROB | TPP | PPP  |
| ----- | ------------ | --- | -- | ---- | ---- | ----- | ---- | ---- | --- | --- | --- | ---- |
| 1975  | Utah (ABA)   | 6   | —  | 39.2 | .638 | —     | .667 | 17.5 | 1.5 | .0  | 1.5 | 22.7 |
| 1977  | Houston      | 12  | —  | 43.2 | .500 | —     | .692 | 16.9 | .6  | 1.1 | 1.8 | 18.8 |
| 1979  | Houston      | 2   | —  | 39.0 | .528 | —     | .722 | 20.5 | 1.0 | .5  | 4.0 | 24.5 |
| 1980  | Houston      | 7   | —  | 39.3 | .536 | .000  | .767 | 13.9 | 1.0 | .6  | 2.3 | 25.9 |
| 1981  | Houston      | 21  | —  | 45.5 | .479 | .000  | .712 | 14.5 | 1.7 | .6  | 1.6 | 26.8 |
| 1982  | Houston      | 3   | —  | 45.3 | .433 | —     | .933 | 17.0 | 3.3 | .7  | .7  | 24.0 |
| 1983  | Philadelphia | 13  | —  | 40.3 | .536 | .000  | .717 | 15.8 | 1.5 | 1.5 | 1.9 | 26.0 |
| 1984  | Philadelphia | 5   | —  | 42.4 | .458 | —     | .969 | 13.8 | 1.4 | .6  | 2.2 | 21.4 |
| 1985  | Philadelphia | 13  | 13 | 38.8 | .425 | .000  | .796 | 10.6 | 1.8 | 1.3 | 1.7 | 20.2 |
| 1987  | Washington   | 3   | 3  | 38.0 | .447 | —     | .952 | 12.7 | 1.7 | .0  | 1.0 | 20.7 |
| 1988  | Washington   | 5   | 5  | 39.6 | .462 | .000  | .825 | 11.2 | 1.4 | .6  | .8  | 18.6 |
| 1989  | Atlanta      | 5   | 5  | 39.4 | .500 | 1.000 | .784 | 12.0 | 1.8 | 1.4 | .8  | 21.0 |
| 1991  | Atlanta      | 5   | 0  | 16.8 | .200 | —     | .929 | 6.2  | .6  | .4  | .2  | 4.2  |
| Total | Total        | 100 | 26 | 40.3 | .487 | .143  | .756 | 14.0 | 1.5 | .8  | 1.6 | 22.1 |